# Oberonia longitepala
Oberonia longitepala är en orkidéart som beskrevs av Jeffrey James Wood. Oberonia longitepala ingår i släktet Oberonia och familjen orkidéer.
Artens utbredningsområde är Papua Nya Guinea. Inga underarter finns listade i Catalogue of Life.